# Pinzón de Darwin
Pinzón de Darwin es el nombre con que se conoce a un grupo de pájaros de diferentes especies, pero estrechamente relacionadas, que Charles Darwin descubrió en las Islas Galápagos durante su viaje en el Beagle. Viven trece especies en las islas Galápagos y una en la Isla del Coco (Costa Rica). 
Los pájaros varían en tamaño (10-20 cm) y peso (8-38 gramos). Las diferencias más importantes entre las especies se encuentran en el tamaño y forma del pico. Los distintos tipos de pico están plenamente adaptados a las diferentes fuentes de alimento. Todos los pinzones son de color negro o marrón, su comportamiento es diferente y tiene diversos tipos de cantos.

## Los Pinzones de Darwin
Se creyó en un principio que las diferencias entre estos pinzones tuvieron un papel determinante en la formulación de la teoría de la evolución por selección natural; sin embargo, los escritos de Darwin indican que no fue realmente así. Darwin no creía que fuesen especies con una especial vinculación entre ellas y, de hecho, pensaba que todos tenían un rasgo distintivo y que muchos no eran ni tan siquiera pinzones.
A la vuelta de su viaje en el Beagle, Darwin, mismo presentó los pinzones, junto a otras especies de aves y mamíferos que también había recogido en el viaje, a la Geological Society of London, en su reunión de 4 de enero de 1837. Las especies de aves incluidos los pinzones, fueron entregados a John Gould, el famoso ornitólogo inglés, para su identificación. Gould dejando a un lado su retribución informó en la siguiente sesión de 10 de enero que las aves de las islas Galápagos que Darwin había creído de diversas familias, eran en realidad una serie de pinzones peculiares con suficiente entidad para formar un nuevo grupo en el que se incluían doce especies.

## Investigación posterior
El término «pinzón de Darwin» aparece por primera vez en 1936 y después es popularizado rápidamente con los trabajos de David Lack que los estudia por primera vez con detalle. Posteriormente, desde 1973, Peter Grant y Rosemary Grant, profesores de ecología y biología evolutiva de la Universidad de Princeton, en Estados Unidos, realizaron estudios exhaustivos y detallados: analizando más de diecinueve mil ejemplares, de veinticinco generaciones, han mostrado cómo las diferentes especies de pinzones habían ido cambiando en respuesta a los cambios ambientales.
De esta manera habrían demostrado que los cambios muy rápidos en el tamaño del cuerpo y pico en respuesta a los cambios en el suministro de los alimentos, son guiados por la selección natural.

## Especies
- Género Geospiza
  - Geospiza magnirostris – pinzón de Darwin picogordo;
  - Geospiza conirostris – pinzón de Darwin conirrostro;
  - Geospiza fortis – pinzón de Darwin macias picomediano;
  - Geospiza fuliginosa – pinzón de Darwin fuliginoso;
  - Geospiza difficilis – pinzón de Darwin picofino;
  - Geospiza acutirostris – pinzón de Darwin  MACIAS de Genovesa;
  - Geospiza septentrionalis – pinzón de Darwin chupasangre;
  - Geospiza scandens – pinzón de Darwin de los cactos;
  - Geospiza propinqua – pinzón de Darwin cactero de Genovesa;
- Género Camarhynchus.
  - Camarhynchus heliobates – pinzón de Darwin manglero;
  - Camarhynchus pallidus – pinzón de Darwin carpintero;
  - Camarhynchus parvulus – pinzón de Darwin chico;
  - Camarhynchus pauper – pinzón de Darwin modesto;
  - Camarhynchus psittacula – pinzón de Darwin lorito;
- Género Platyspiza.
  - Platyspiza crassirostris – pinzón de Darwin vegetariano;
- Género Certhidea.
  - Certhidea olivacea – pinzón de Darwin oliváceo;
  - Certhidea fusca – pinzón de Darwin gris;
- Género Pinaroloxias.
  - Pinaroloxias inornata – Pinzón de Darwin de la Cocos.

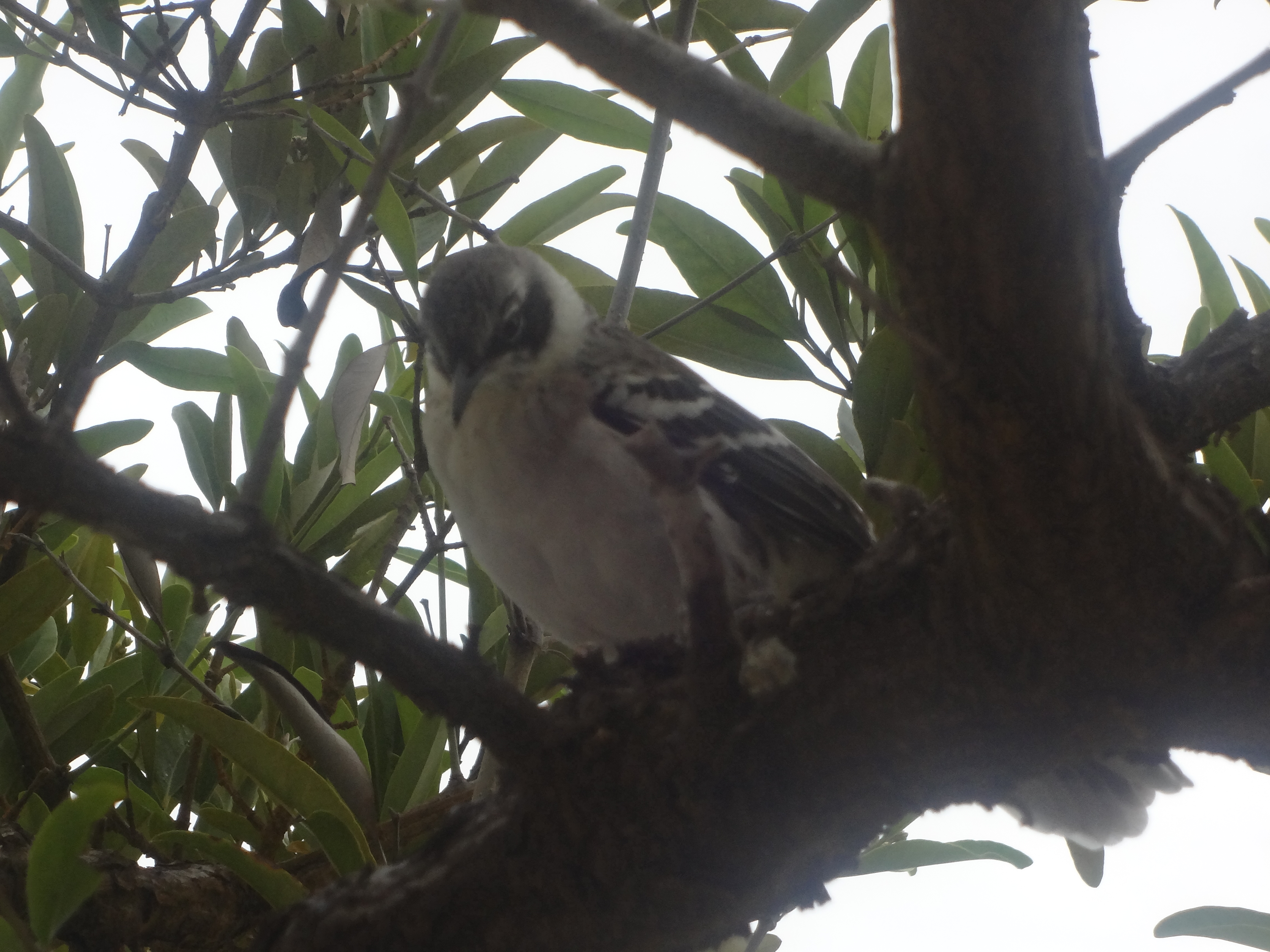